# Carex sylvatica
Carex sylvatica Huds. es una especie de planta herbácea de la familia de las ciperáceas.

## Distribución y Hábitat
Se distribuye por Europa; en la península ibérica por las montañas de la mitad norte aunque llega a la Sierra de Cazorla; en Aragón la encontramos en el Pirineo y algunas citas del Sistema Ibérico. Crece en los bosques sombríos, hayedos, abetales, avellanares y algunos pinares en alturas de 820 a 1780 m s. n. m. Florece en mayo-junio y fructifica en junio-agosto.

## Descripción
Se han distinguido dos subespecies, la subsp. sylvatica y la subsp.  paui . La primera presenta generalmente una espiga masculina, tallos de hasta 1 m y hojas lisas o poco ásperas en el haz, mientras que la subsp. paui es más robusta, con 2 a 7 espigas masculinas, tallos hasta 2 m y hojas generalmente ásperas en el haz. Según LUCEÑO (1994) la subsp. paui se restringe a las provincias de Barcelona, Gerona y Navarra.

## Variedades
- Carex sylvatica subsp. latifrons (V.I.Krecz.) Ö.Nilsson in P.H.Davis (ed.) (1985).
- Carex sylvatica subsp. paui (Sennen) A.Bolòs & O.Bolòs (1950).
- Carex sylvatica subsp. sylvatica.

## Sinonimia
- Trasus sylvaticus (Huds.) Gray (1821).
- Edritria sylvatica (Huds.) Raf. (1840).
- Proteocarpus sylvaticus (Huds.) Fedde & J.Schust. (1913 publ. 1918).[1]